# Formica criniventris
Formica criniventris é uma espécie de formiga do gênero Formica, pertencente à subfamília Formicinae.